# Escut de Térmens
L'escut oficial de Térmens té el següent blasonament:
Escut caironat partit: 1r d'atzur, 4 besants d'or posats dos i dos; 2n d'or, un ram de llorer de sinople posat en pal; el peu del tot de gules amb una creu plena d'argent. Per timbre, una corona mural de vila.
Va ser aprovat el 10 de desembre de 1982.
Els quatre besants d'or sobre camper d'atzur i la branca de llorer són elements tradicionals de l'escut de la vila; els besants són un element parlant, ja que representen fites o termes ("térmens" segons la forma catalana occidental). La localitat fou conquerida als musulmans a mitjan segle xii per Ermengol VI d'Urgell, que la va cedir a Ramon d'Anglesola; el qual, al seu torn, la va donar als hospitalers el 1278: la creu de l'escut representa la comanda hospitalera de Térmens, creada el 1283.

## Bandera

Bandera oficial de Térmens

La bandera oficial de Térmens té la descripció següent: 
Bandera apaïsada, de proporcions dos d'alt per tres de llarg, tricolor en barra blava, groga i vermella, la part groga ocupant des de la meitat de la vora superior fins a l'angle superior del vol i des de l'angle inferior del costat de l'asta fins a la meitat de la vora inferior; la part vermella, amb la creu plena blanca de l'escut, el gruix dels braços de la qual d'1/12 de l'alçada del drap.
Va ser aprovada el 30 de juny del 2004 i publicada al DOGC núm. 4249 el 28 d'octubre del mateix any.